# Prowincja Brindisi
Prowincja Brindisi (wł. Provincia di Brindisi) – prowincja we Włoszech.
Nadrzędną jednostką podziału administracyjnego jest region (tu: Apulia), a podrzędną jest gmina.
Liczba gmin w prowincji: 20.